# Yehuda Elkana
Yehuda Elkana (hébreu : יהודה אלקנה : 16 juin 1934 – 21 septembre 2012) est un historien et philosophe des sciences israélien d'origine hongroise. Il est  ancien président et recteur de l'Université d'Europe centrale de Budapest, en Hongrie.

## Jeunesse et études
Né sous le nom de László Fröhlich de parents juifs de langue hongroise en Yougoslavie, Yehuda Elkana emménage avec sa famille à Szeged en 1944. La même année, Yehuda Elkana et ses parents sont déportés à Auschwitz. Sa famille échappe aux chambres à gaz lorsque les nazis les transfèrent en Autriche comme  travailleurs forcés pour la reconstruction des villes ravagées par la guerre. En 1948, à l'âge de 14 ans, il immigre en Israël. Il s'est installé au kibboutz HaZore'a, mais des problèmes de santé l'empêchent d'accomplir des tâches physiques. Le kibboutz l'aide à acquérir une bourse pour le lycée hébraïque Herzliya à Tel Aviv. Peu de temps après avoir commencé ses études, Elkana décide vouloir devenir philosophe et historien des sciences. En 1955, il entreprend des études de mathématiques et de physique à l'Université hébraïque de Jérusalem. Il enseigne au lycée Rehaviah tout en entreprenant sa maîtrise, soit onze années nécessaires pour l'achever. Il obtient ensuite un doctorat de l'Université Brandeis avec une thèse Sur l'émergence du concept énergétique en 1968, sous la direction de Stephen Toulmin : une thèse qui constitue la base de son futur livre, en 1974 : The discovery of the conservation of energy (« La découverte de la conservation de l'énergie »).

## Carrière professionnelle
Après son doctorat, Yehuda Elkana enseigne à l'Université Harvard pendant un an. À son retour à l'Université hébraïque de Jérusalem, il est nommé président du département d'histoire et de philosophie des sciences, devenant entre-temps directeur de l'Institut Van Leer de Jérusalem en 1968, poste qu'il occupe jusqu'en 1993.
Yehuda Elkana enseigne à l'Université Harvard et devient membre du Center for Advanced Study in the Behavioral Sciences de l'Université Stanford (1973-1974), chercheur invité au All Souls College d'Oxford (1977-1978), chercheur invité au Einstein Papers Project à Caltech et devient directeur de l'Institut Cohn pour l'histoire et la philosophie des sciences et des idées à l'Université de Tel Aviv de 1981 à 1991. En 1985, il crée le programme interdisciplinaire pour étudiants exceptionnels à l’Université de Tel Aviv. Il dirige ce cursus particulier visant à favoriser l'excellence jusqu'en 1994. De 1995 à 1999, il exerce en qualité de professeur de théorie des sciences à l'ETH Zurich. Il était membre permanent du Wissenschaftskolleg Berlin, l'institut d'études avancées de Berlin
Elkana est membre correspondant de l'Académie internationale d'histoire des sciences et, depuis 1997, membre du conseil consultatif scientifique du Collegium Helveticum de Zurich. Il est cofondateur et rédacteur en chef de la revue scientifique Science in Context.
Au cours de son mandat au Wissenschaftskolleg en 2009/10, Yehuda Elkana commence à travailler sur une initiative mondiale visant à réformer les programmes universitaires de premier cycle, afin de s'attaquer aux problèmes qu'il a évoqués lors de précédentes apparitions publiques. L'initiative aboutit à la création du Curriculum Reform Forum (Forum sur la réforme des cursus). Jusqu'à peu avant sa mort, il travaille, avec pour co-auteur Hannes Klöpper, sur son dernier ouvrage majeur intitulé : Die Universität im 21. Jahrhundert : Für eine neue Einheit von Lehre, Forschung und Gesellschaft (« L'université au XXIe siècle : Pour une nouvelle unité de l'enseignement, de la recherche et de la société »), publié en octobre 2012.

## Présidence de l'Université d'Europe centrale
En 1999, Yehuda Elkana entame son mandat de président et recteur de l'Université d'Europe centrale (CEU), succédant à Josef Jarab. Troisième recteur de l'université en neuf ans, Elkana occupe ce poste jusqu'à son remplacement en août 2009 par John Shattuck,. Au début de son mandat, Elkana est critiqué pour sa gestion du licenciement du responsable du programme Genre et Culture et du licenciement d'un professeur à temps partiel de ce programme. Se décrivant comme un « féministe de toujours », Elkana déclare que même s'il comprend la fureur suscitée par l'incident car il estimait que les femmes sont souvent traitées injustement, sa décision reste judicieuse. Il supervise la réorganisation du département des sciences de l'environnement, réduisant de moitié le ratio étudiants/professeurs en diminuant le nombre d'étudiants dans le programme et en embauchant des professeurs supplémentaires. À la fin du mandat d'Elkana, le Département des sciences et politiques environnementales est devenu l'un des départements les plus performants du CEU en termes de nombre de candidats et de financement de recherche externe.
Durant le mandat d'Elkana, cinq nouveaux départements : philosophie, mathématiques, sociologie / anthropologie sociale, et politiques publiques ainsi que 15 centres de recherche dont le Centre des sciences cognitives (devenu en 2010, le Département des sciences cognitives), le Centre d'éthique et de droit en biomédecine (Center for Ethics and Law in Biomedicine , CELAB) et le Centre d'études politiques (Center for Policy Studies, CPS) sont créés à l'Université d'Erope centrale (Central European university, CEU). La CEU reçoit son accréditation institutionnelle de l'association  Middle States Commission on Higher Education (« Commission des États moyens sur l'enseignement supérieur ») et est légalement reconnue comme université hongroise, ce qui lui permet de participer à divers programmes de recherche et d'éducation de l'Union européenne. En particulier, trois prestigieux programmes Erasmus Mundus en sciences, politiques et gestion de l'environnement (2005), politiques publiques (2006) et études de genre (2007) sont lancés dans la CEU.
Après son départ à la retraite en 2009, Elkana obtient le titre de président et de recteur émérite.

## Opinions sur l'Holocauste, la mémoire juive et Israël

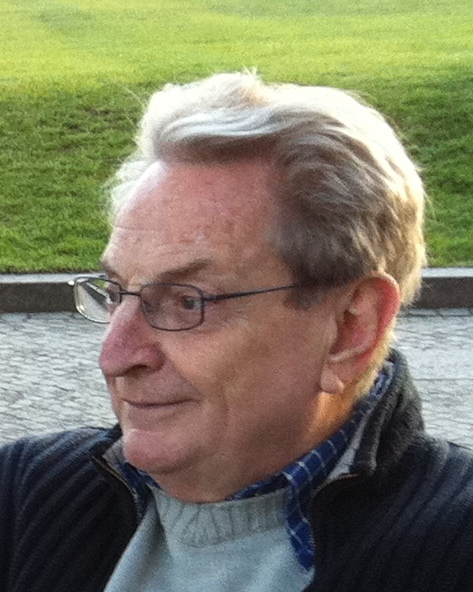
Yehuda Elkana, Berlin 2011

En 1988, dans un article publié dans Haaretz, Yehuda Elkana conteste le rôle mémoriel de l'Holocauste, qu'il appelle « l'axe central de notre expérience nationale », au cœur de l'identité israélienne. Il critique la coutume consistant à emmener à plusieurs reprises les écoliers à Yad Vashem. Pour Elkana, les Holocaustes peuvent arriver à n’importe qui, et le message est universel. Lorsque des incidents anormaux sont signalés, faisant référence à des choses faites aux Palestiniens, les premières réactions de ses connaissances, affirme Elkana, ont été de nier que de telles choses se soient produites, ou de les rejeter comme symptomatiques d'une haine réciproque entre Israéliens et Palestiniens. Le point de vue d'Elkana est le suivant :
« Il n’y a pas d’« incident anormal » que je n’aie vu de mes propres yeux. Je veux dire cela au sens littéral : j’ai été témoin oculaire d’un incident après l’autre ; J'ai vu un bulldozer enterrer des gens vivants, j'ai vu une foule émeutière arracher les systèmes de survie des personnes âgées à l'hôpital, j'ai vu des soldats briser les bras d'une population civile, y compris d'enfants. Pour moi, tout cela n'est pas nouveau. En même temps, je ne généralise pas : je ne pense pas qu’ils nous détestent tous ; Je ne pense pas que tous les Juifs détestent les Arabes ; Je ne déteste pas les responsables des « anomalies » – mais cela ne veut pas dire que je cautionne leurs actes ou que je ne m'attends pas à ce qu'ils soient punis avec toute la sévérité de la loi. »
Yehuda Elkana avoue que sa conviction personnelle était la suivante :
« Le facteur politique et social le plus profond qui motive une grande partie de la société israélienne dans ses relations avec les Palestiniens n'est pas une frustration personnelle, mais plutôt une profonde « angoisse » existentielle alimentée par une interprétation particulière des leçons de l'Holocauste et la volonté de croire que l'ensemble le monde est contre nous, et que nous sommes la victime éternelle, »
Et en ce sens, Yehuda Elkana est parvenu à la conclusion qu'il s'agit là de « la victoire tragique et paradoxale d'Hitler ». Pour Elkana, « toute philosophie de vie nourrie uniquement ou principalement par l’Holocauste entraîne des conséquences désastreuses », et Thomas Jefferson avait raison de considérer que la démocratie et le culte du passé étaient incompatibles. Même s'il est peut-être du devoir du monde de se souvenir de l'Holocauste, a-t-il soutenu, « nous » devons apprendre à oublier, car la pénétration de tels souvenirs au plus profond de la conscience nationale israélienne était, à son avis, la plus grande menace pour l'État d'Israël.

En prononçant le discours d'ouverture, « L'héritage d'Einstein », de l'année Einstein en Allemagne (2005), célébrant le centenaire de l'annus mirabilis d'Einstein, Yehuda Elkana déclare :
« J'aime Israël, j'éprouve une profonde loyauté envers cet État, et j'espère que son existence continuera, et en même temps je mets en garde contre de fortes tendances nationalistes qui pourraient mettre en danger le caractère démocratique de l'État (je n'ai jamais accepté qu'il puisse exister une chose telle que un État juif véritablement démocratique, et aucun autre État fondé sur la religion ne peut être pleinement démocratique)... lorsque j'ai publiquement appelé à "la nécessité d'oublier", contre la manipulation politique de l'Holocauste en Israël (par des gouvernements de droite comme de gauche), et en même temps je m'oppose aux tendances de certains en Allemagne qui souhaitent " fermer le chapitre de l'Holocauste, je ne pense pas être incohérent... Israël doit laisser à chaque individu la mémoire qu’il souhaite entretenir, voire cultiver, tandis que l’Allemagne doit continuellement et publiquement rappeler que ce chapitre ne peut et ne doit pas être clos. ».

## Vie privée
Yehuda Elkana est marié au Dr Yehudit Elkana. Le couple a quatre enfants, dont Amos Elkana (né en 1967), compositeur, improvisateur, guitariste et musicien électronique.

## Ouvrages
- Elkana, Yehuda, The discovery of the conservation of energy, préface de I. Bernard Cohen, Hutchinson Educational, 1974 (en)[13]
- Elkana, Yehuda, A Programmatic Attempt at an Anthropology of Knowledge, in Mendelsohn, Everett; Elkana, Yehuda (eds.), Sciences and cultures: anthropological and historical studies of the sciences, vol. 5, D.Reidel, pp. 1–68, 1981 (en)  (ISBN 978-90-277-1234-9)
- Elkana, Yehuda, Anthropologie der Erkenntnis. Die Entwicklung des Wissens als episches Theater einer listigen Vernunft, Suhrkamp, 1986 (de)  (ISBN 978-3-518-57940-4)
- Elkana, Yehuda, Second-order thinking in classical Greece, in Eisenstadt, Shmuel Noah (ed.), Origins and diversity of axial age civilizations, State University of New York Press, pp. 40–64, 1986 (en)  (ISBN 978-0-88706-094-6)
- Elkana, Yehuda, Essays on the Cognitive and Political Organization of Science, Max Planck-Institut für Wissenschaftsgeschichte, 1994 (en)
- Elkana, Yehuda, Transformations in realist philosophy of science from Victorian Baconism to the present day, in Mendelsohn, Everett (ed.), Transformation and Tradition in the Sciences: Essays in Honour of I.Bernard Cohen, Cambridge University Press, pp. 487–526, 1984 (2002) (en)  (ISBN 0-521-52485-7)
- Elkana, Yehuda, Einstein and God, in Galison, Peter; Holton, Gerald James; Schweber, Silvan S. (eds.), Einstein for the 21st century: his legacy in science, art, and modern culture, Princeton University Press, pp. 35–47, 2008 (en)  (ISBN 978-0-691-13520-5)
- Elkana, Yehuda; Krastev, Ivan; Macamo, Elisio, eds., Unraveling ties: from social cohesion to new practices of connectedness, Campus Verlag, pp. 7–25, 2002 (en)  (ISBN 3-593-36846-3)
- Elkana, Yehuda, Unmasking Uncertainties and Embracing Contradictions, in Golde, Chris M; Walker, George E. (eds.), Envisioning the Future of Doctoral Education, preparing stewards of the discipline, Carnegie essays on the doctorate, Jossey-Bass, pp. 65–96, 2006 (en)  (ISBN 978-0-7879-8235-5)
- Elkana, Yehuda; Klöpper, Hannes (2012), Die Universität im 21. Jahrhundert – Für eine neue Einheit von Lehre, Forschung und Gesellschaft, edition Körber-Stiftung, 2012 (en)  (ISBN 978-3-89684-088-2)